# Alpe della Luna - Bocca Trabaria
Alpe della Luna - Bocca Trabaria este o arie protejată (arie specială de conservare — SAC, sit de importanță comunitară — SCI) din Italia întinsă pe o suprafață de 2.624 ha, integral pe uscat.

## Localizare
Centrul sitului Alpe della Luna - Bocca Trabaria este situat la coordonatele 43°37′12″N 12°14′00″E / 43.62°N 12.233333°E.

## Înființare
Situl Alpe della Luna - Bocca Trabaria a fost declarat sit de importanță comunitară în iunie 1995 pentru a proteja 1 specie de plante și 20 de specii de animale. Situl a fost protejat și ca arie specială de conservare în aprilie 2016.

## Biodiversitate
Situată în ecoregiunea continentală, aria protejată conține 11 habitate naturale: Pajiști uscate seminaturale și facies de acoperire cu tufișuri pe substraturi calcaroase (Festuco-Brometalia) (* situri importante pentru orhidee), Galerii de Salix alba și de Populus alba, Păduri pe pante, grohotișuri și ravene de Tilio-Acerion, Liziere de ierburi înalte hidrofile de câmpie și de nivel montan până la alpin, Pajiști carstice calcaroase sau bazofile, de Alysso-Sedion albi, Formațiuni de Juniperus communis pe lande sau pajiști calcaroase, Păduri ilirice de stejar și carpen (Erythronio-Carpinion), Păduri de fag din Apenini cu Taxus și Ilex, Pseudostepă cu ierburi și specii anuale de Thero-Brachypodietea, Păduri de stejar alb estice, Păduri de fag din Apenini cu Abies alba și păduri de fag cu Abies nebrodensis.
La baza desemnării sitului se află mai multe specii protejate:
- plante (1): Himantoglossum adriaticum
- păsări (14): uliu porumbar (Accipiter gentilis), uliu păsărar (Accipiter nisus), șorecarul comun (Buteo buteo), caprimulg (Caprimulgus europaeus), florinte (Chloris chloris), botgros (Coccothraustes coccothraustes), porumbel gulerat (Columba palumbus), ciocănitoare pestriță mare (Dendrocopos major), cinteză (Fringilla coelebs), sfrâncioc roșiatic (Lanius collurio), viespar (Pernis apivorus), mugurarul (Pyrrhula pyrrhula), turturică (Streptopelia turtur), sturzul de vâsc (Turdus viscivorus)
- amfibieni (2): Bombina pachypus, Triturus carnifex
- mamifere (1): lupul (Canis lupus)
- nevertebrate (2): croitorul mare al stejarului (Cerambyx cerdo), rădașcă (Lucanus cervus)
- pești (1): Cobitis bilineata

Pe lângă speciile protejate, pe teritoriul sitului au mai fost identificate 28 de specii de plante, 2 specii de păsări, 4 specii de amfibieni, 2 specii de mamifere, 7 specii de reptile.